# La réproduction interdite
La réproduction interdite (portrait d'Edward James) is een schilderij uit 1937 van de Belgische surrealistische schilder René Magritte. De Nederlandstalige titel van het schilderij luidt Reproductie verboden (portret van Edward James) of Verboden af te beelden. Het schilderij is sinds 1977 eigendom van het Rotterdamse Museum Boijmans Van Beuningen.
Het doek toont een 'portret', hoewel zijn gezicht niet zichtbaar is, van de Britse bankier, kunstverzamelaar, dichter en mecenas Edward James. James was een liefhebber van het surrealisme en steunde actief schilders als Magritte en Salvador Dalí. Magritte verbleef enige maanden in het huis van James toen dit werk ontstond. Hij vervaardigde enige werken in opdracht van James ter decoratie van diens woning, waaronder ook 'Het rode model' en 'De doorboorde tijd'.
Op dit werk staat de geportretteerde persoon, van achteren gezien, voor een spiegel, maar aanschouwt daarin slechts zijn achterhoofd. Op de schoorsteenmantel ligt een (wel correct gespiegeld) werk van Edgar Allan Poe.
Een ander portret van James, eveneens uit 1937, is getiteld Het lustprincipe. Dit schilderij werd gemaakt op basis van enkele in opdracht van Magritte door zijn vriend Man Ray gemaakte foto's. Ook op dit schilderij is het gelaat van James niet herkenbaar.